# Regal (Minnesota)
Regal es una ciudad ubicada en el condado de Kandiyohi en el estado estadounidense de Minnesota. En el Censo de 2010 tenía una población de 34 habitantes y una densidad poblacional de 26,15 personas por km².

## Geografía
Regal se encuentra ubicada en las coordenadas 45°24′19″N 94°50′23″O / 45.40528, -94.83972. Según la Oficina del Censo de los Estados Unidos, Regal tiene una superficie total de 1.3 km², de la cual 1.3 km² corresponden a tierra firme y (0%) 0 km² es agua.

## Demografía
Según el censo de 2010, había 34 personas residiendo en Regal. La densidad de población era de 26,15 hab./km². De los 34 habitantes, Regal estaba compuesto por el 100% blancos, el 0% eran afroamericanos, el 0% eran amerindios, el 0% eran asiáticos, el 0% eran isleños del Pacífico, el 0% eran de otras razas y el 0% pertenecían a dos o más razas. Del total de la población el 0% eran hispanos o latinos de cualquier raza.